# Mushy peas
I mushy peas sono un contorno tradizionale inglese a base di piselli.

## Descrizione
I mushy peas sono piselli verdi che, dopo essere stati messi in ammollo per una notte con bicarbonato di sodio, vengono sciacquati e messi a cuocere in acqua fino a quando saranno molli. Il puré viene infine condito con sale e pepe. Alcune varianti del contorno contengono burro o menta.
I mushy peas sono un frequente contorno del fish and chips e dei pasticci tipici inglesi (pie).

## Alimenti simili
I mushy peas non vanno confusi con il pease pudding, un simile purè con i piselli gialli dell'Inghilterra settentrionale.